# Casa-Museu Fernando de Castro
A Casa-Museu Fernando de Castro é uma casa-museu localizada na cidade do Porto, que pertenceu a Fernando de Castro, poeta, caricaturista, comerciante e colecionador português.
Contém diversas pinturas do século XVII ao XX, esculturas e peças de cerâmica. O museu está sob administração do Museu Nacional Soares dos Reis, desde a sua fundação em 1952.

## História
Nascido em 1889 numa família de comerciantes abastados, Fernando de Castro herdou do pai uma sociedade numa empresa comercial, com lojas e escritórios em várias partes do Porto. No entanto, de Castro não tinha grande apreço pelos assuntos administrativos e empresariais. Dedicou-se à escrita e ao desenho, produzindo um vasto número de caricaturas e desenhos humorísticos. Publicou também algumas obras de verso e prosa. De Castro era igualmente um colecionador entusiasta e amante de arte, conseguindo reunir várias peças nacionais e internacionais, abrangendo desde o século XVII até ao século XX. Após a sua morte, em 1952, a sua irmã doou a sua coleção e casa ao Estado português.

## Casa
Localizada em Paranhos, uma freguesia da cidade do Porto, a casa é bastante modesta por fora. O interior é ricamente elaborado e decorado em estilo barroco, com um uso extensivo de talha dourada, semelhante ao que se encontra na maioria das igrejas da cidade. Contém várias estátuas de arte sacra e cerâmicas de Rafael Bordalo e Teixeira Lopes. As pinturas em exposição incluem obras de vários pintores portugueses, como José Malhoa, António Carneiro, Henrique Pousão e Silva Porto.